# HV VZV
JuRo Unirek/V.Z.V. is een handbalvereniging uit het Noord-Hollandse 't Veld. De naam van VZV staat voor 't Veld Zijdewind Vooruit.

## Geschiedenis
VZV werd opgericht op 18 april 1948 door Arie Groot. Dit gebeurde op verzoek van een delegatie van de dames van de naaischool. In het begin bedroeg de contributie ƒ 0,15.
In 1954 was VZV als vereniging dusdanig gegroeid dat er een tweede handbalveld kwam. Het eerste damesteam behaalde diverse kampioenschappen achter elkaar. Door het succes meldden zich in 1955 de eerste dames van buiten het dorp zich bij de club. In 1957 wordt de rode broekrok tenue verwisseld voor een rode korte broek.
Het eerste grote succes was het zaalhandbalkampioenschap in 1959. Om uit de kosten te komen werden er op de zondagmorgen na de hoogmis loten verkocht achter in de kerk. In 1961 ging het salaris van de trainer met 50% omhoog van ƒ 5,00 naar ƒ 7,50 per week.
In 1964 wordt VZV uitgebreid met een herentak. De dames van VZV werden in 1966 kampioen 11 handbal en promoveerden naar de één na hoogste klasse van Nederland. Ook de herentak deed van zich spreken, zij werden in 1967 voor het eerst kampioen. Het jaar 1969 is een gedenkwaardig jaar voor VZV, want toen werd er overgeschakeld van 11 handbal op het huidige 7 handbal. Alleen dames 1 bleef nog 11 handbal spelen.
Doordat de sport in 't Veld en Zijdewind steeds beter werd, werd er in 1972 een nieuwe sportaccommodatie gebouwd wat de naam sportpark "de Kogge" droeg. De verharde handbalvelden konden in 1975 in gebruik worden genomen. In 1976 wordt VZV uitgebreid met de komst van de veteranen (ook wel de recreatie).
Bejo Zaden uit Warmenhuizen was in 1977 de eerste grote sponsor die bij VZV aansloot. Bejo Zaden sponsorde VZV met onder andere trainingspakken. De dames van VZV werden 1982 Nederlands kampioen veldhandbal. In 1986 werd besloten dat het eerste damesteam geen veldcompetitie meer ging doen maar alleen zaal. De veldwedstrijden werden gedaan door de overige teams.
Het eerste herenteam van VZV werd in 1988 tweede op het Nederlands kampioen veldhandbal. Het toernooi werd in 1988 georganiseerd op sportpark "de Kogge". Sporthal 't Zijveld werd in 1989 gerealiseerd, met zeer veel zelfwerkzaamheid van de leden. Het is sindsdien de thuishal van VZV.
Het eerste damesteam  promoveerde in 1990 voor het eerst naar de eredivisie, waaruit ze een jaar later weer degradeerde. Dat VZV te sterk was voor de eerste divisie bleek weer een jaar later, opnieuw promoveerde het naar de eredivisie. Maar ondanks alle inspanning en trainingsarbeid werden er in 1994 te weinig punten gehaald om in de eredivisie te mogen blijven.
In 1999 werd na een spannende beslissingswedstrijd tegen NEA opnieuw promotie naar de eredivisie afgedwongen. Tot mei 2005 speelde VZV steeds in de onderste regionen van de eredivisie. Ieder jaar moest er weer een half nieuw team ingepast worden of er waren langdurige blessures waardoor de verwachtingen niet gehaald werden.
Het seizoen 2004/2005 was een seizoen waarin dames 1 een record aantal punten behaalde en in de reguliere competitie op de 8ste plaats eindigde van de 12 teams. In de nacompetitie ging het mis, in de degradatiepoule belandde het op de laatste plaats. In een best of three tegen de Volewijckers werd het onderspit gedolven en was degradatie een feit.
In 2016/2017 speelde VZV weer in de eredivisie. In het eerste seizoen eindigde VZV op vierde plaats en plaatste zich voor de nacompetitie voor het landskampioenschap. In deze nacompetitie eindigde VZV ook als vierde en speelde het seizoen daarop naast de nationale competitie ook mee in een Europese clubcompetitie. VZV had zich ingeschreven voor de Challenge Cup, helaas verloor VZV van het Spaanse Rocasa Gran Canaria. Het seizoen erop eindigde VZV in de degradatiepoule, maar zonder moeite won VZV alle wedstrijden en was het verzekerd van nog een jaar eredivisie handbal. 

## Europees handbal
| Seizoen | Competitie    | Ronde | Land                 | Club                | Totaalscore | 1e W        | 2e W        |
| ------- | ------------- | ----- | -------------------- | ------------------- | ----------- | ----------- | ----------- |
| 2017/18 | Challenge Cup | 3R    | Vlag van Spanje      | Rocasa Gran Canaria | 44 – 64     | 26 – 32     | 18 – 32     |
| 2019/20 | Challenge Cup | L16   | Vlag                 | SSV Brixen Südtirol | 55 – 44     | 29 – 24     | 26 – 20     |
| 2019/20 | Challenge Cup | KF    | Vlag van Spanje      | KH-7 BM Granollers  | 56 – 61     | 26 – 25     | 30 – 36     |
| 2020/21 | European Cup  | L16   | Vlag van Zwitserland | Spono Eagles        | Geannuleerd | Geannuleerd | Geannuleerd |
| 2021/22 | European Cup  | 2R    | Vlag van Kosovo      | KHF Ferizaj         | 41 – 60     | 19 – 35     | 22 – 25     |

## Resultaten
- 2000 9e
Eredivisie
- 2001 8e
Eredivisie
- 2002 8e
Eredivisie
- 2003 11e
Eredivisie
- 2004 10e
Eredivisie
- 2005 12e
Eredivisie
- 2006 11e
Eerste divisie
- 2007 8e
Eerste divisie
- 2008
- 2009
Regioklasse A
- 2010
Regioklasse A
- 2011 3e
Regioklasse A
- 2012
- 2013 2e
Tweede divisie A
- 2014 2e
Tweede divisie A
- 2015 1e
Tweede divisie A
- 2016 3e
Eerste divisie
- 2017 4e
Eredivisie
- 2018 7e
Eredivisie
- 2019 3e
Eredivisie
- 2020 3e
Eredivisie
- 2021
Eredivisie
- 2022 4e
Eredivisie
- 2023 9e
Eredivisie
- 2024 3e
Eredivisie

- Eredivisie
- Eerste divisie
- Tweede divisie
- Hoofdklasse

## Erelijst
| Nationaal      |    |         |
| Eerste divisie | 1x | 1991/92 |
| Tweede divisie | 1x | 2014/15 |